# 斯凱勒縣 (密蘇里州)
斯凱勒縣（英語：Schuyler County）是美國密蘇里州北部的一個縣，面積798平方公里。该县北邻爱荷华州、南接亚代尔。县治兰开斯特。根據2020年美国人口普查，斯凯勒县人口4,032人，是密苏里人口第四少的县。
斯凯勒县成立於1843年2月11日、由亚代尔县分离。縣名紀念美國獨立戰爭將領、纽约州参议员菲力·斯凯勒。
1. ↑  . United States Census Bureau.   [2023-01-13]. （原始内容存档于2023-01-13）.